# 水晶山國家公園
0°48′18″N 10°09′36″E / 0.805°N 10.16°E

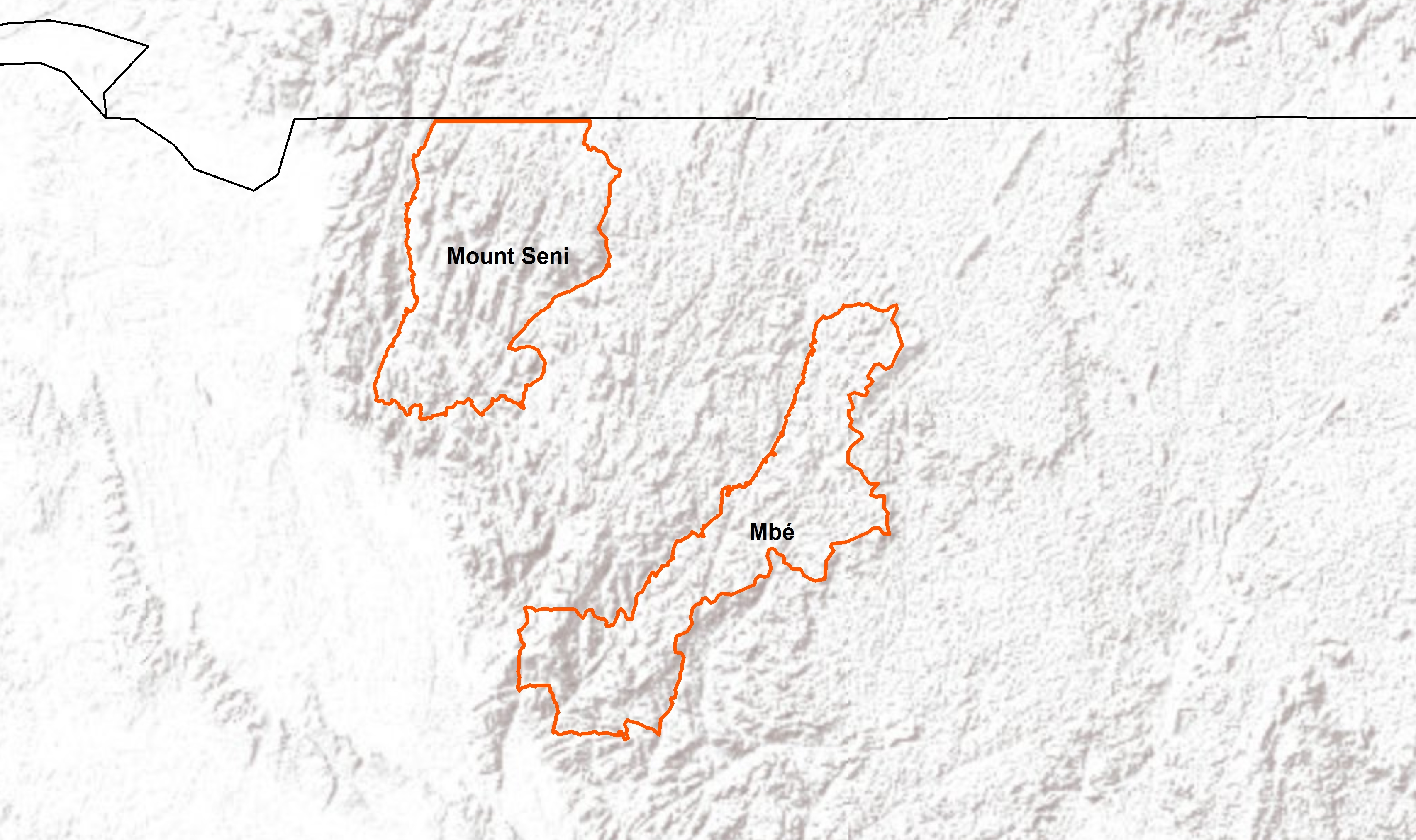

水晶山國家公園是加蓬的國家公園，位於該國北部，橫跨河口省和沃勒-恩特姆省，鄰近利伯維爾，面積1,200平方公里，始建於2002年9月4日。